# Coniopteryx (Xeroconiopteryx) stuckenbergi
Coniopteryx (Xeroconiopteryx) stuckenbergi is een insect uit de familie van de dwerggaasvliegen (Coniopterygidae), die tot de orde netvleugeligen (Neuroptera) behoort. 
Coniopteryx (Xeroconiopteryx) stuckenbergi is voor het eerst wetenschappelijk beschreven door Tjeder in 1957.